# 科莱温贝尔托
科莱温贝尔托（義大利語：Colle Umberto），是意大利威尼托大区特雷维索省的一个市镇。总面积13平方公里，人口5154人，人口密度396.5人/平方公里（2009年）。国家统计（ISTAT）代码为026020。